# 後藤ひとみ
後藤 ひとみ（ごとう ひとみ、1956年8月10日 - ）は、日本の教育学者。第12代愛知教育大学長、日本養護教諭教育学会理事長、日本教育支援協働学会会長。専門は養護教育学、学校保健学、健康教育学。

## 経歴
北海道空知郡奈井江町に生まれる。1980年（昭和55年）3月、北海道教育大学教育学部旭川校養護教諭養成課程卒業。当時の北海道教育大学は養護教諭を養成する四年制の課程を設置したばかりであり、専門に教える教授がいない領域でもあったため、「養護教諭を育てるために、しっかりとした教育環境を整える必要がある」と志を立てる。1982年（昭和57年）、愛知教育大学大学院教育学研究科修士課程修了。2014年（平成26年）、名古屋大学大学院医学系研究科にて博士（医学）の学位を取得。
愛知郡日進町立相野山小学校（現・日進市立相野山小学校）の養護教諭、同朋大学社会福祉学部専任講師、北海道教育大学助教授を経て、2005年（平成17年）に愛知教育大学教授に就任。
2014年（平成26年）4月1日、第12代愛知教育大学長に就任。
学長として大学の課程改組に着手。「現代学芸課程」を抜本的に見直し、2017年度より「教育支援専門職養成課程」とした。同課程の「教育ガバナンスコース」は国立大学としては初めての設置となる。
2020年（令和2年）3月31日、愛知教育大学長を退任。同年4月、金沢大学経営協議会委員に就任。同年4月～2022年（令和4年）3月末まで北海道教育大学監事、5月から同大学理事に就任。